# Vaccino anti-meningococco tetravalente ACWY
Il vaccino antimeningococco ACWY è un vaccino tetravalente utilizzato nella prevenzione della meningite meningococcica dovuta a ceppi di Neisseria meningitidis (meningococco) del gruppo A, C, W-135 e Y.
Si tratta di una formulazione relativamente recente e con maggiore copertura rispetto al più diffuso vaccino monovalente contro il solo sierotipo C.
In Italia si usano due diverse vaccinazioni preventive contro i vari tipi di meningococco:
- Vaccinazione monovalente per il meningococco C, rilasciata con il nome commerciale MENJUGATE e MENINVACT. Da effettuarsi nei bambini dai due mesi all'anno di età: l'immunizzazione primaria è ottenuta solo dopo la somministrazione di 2 dosi vaccinali ad un intervallo di almeno due mesi l’una dall'altra. Negli adulti e nei bambini con più di un anno di età, l’immunizzazione primaria è ottenuta dopo la somministrazione di 1 sola dose vaccinale.[3]
- Vaccinazione tetravalente contro i sierotipi di meningococco A,C,W,Y. Disponibile sul mercato con nome commerciale MENCEVAX, MENVEO e NIMENRIX.
Negli adulti e nei bambini a partire da un anno di età (oppure dal secondo anno di vita, dipende dalla formulazione utilizzata), l’immunizzazione primaria è ottenuta dopo la somministrazione di un'unica dose vaccinale. Il Piano di Vaccinazione Nazionale consiglia la somministrazione di una dose di richiamo negli adolescenti che hanno già ricevuto durante l'infanzia la vaccinazione contro il sierotipo C,[2] e/o anche in caso di aumento rischio di esposizione per i viaggiatori,[4] se trascorsi più di 5 anni dalla prima immunizzazione.

## Modalità di somministrazione
Il vaccino viene somministrato per via intramuscolare.

## Effetti collaterali e indesiderati
Gli effetti indesiderati mostrati con più frequenza sono: dolore, rossore e indurimento nel sito di iniezione, malessere, febbre, cefalea, irritabilità e sintomi gastrointestinali.

## Controindicazioni
La somministrazione del vaccino anti-meningococco è controindicata in caso di ipersensibilità a uno dei principi attivi o a uno qualsiasi degli eccipienti. La somministrazione del vaccino va rinviata nei soggetti affetti da infezioni febbrili acute.
Se è presente uno stato di gravidanza o durante l'allattamento è necessaria una valutazione della presenza di fattori di rischio di sviluppare la patologia, nel qual caso la vaccinazione è consigliata.